# Référendum de 2013 à Sainte-Hélène
Un référendum consultatif a lieu à Sainte-Hélène le 23 mars 2013. La proposition de mise en place d'un Chef de l'exécutif nommé par l'assemblée parlementaire de l'île est rejetée par une large majorité des votants au cours d'un scrutin marqué par une très forte abstention, moins d'un dixième des inscrits ayant voté.

## Contenu
Le référendum porte sur des amendements de la constitution de l'île visant à créer le poste de Chef du gouvernement de Saint-Hélène. Au moment du vote, un gouverneur nommé par la reine du Royaume-Uni est chargé de ces fonctions, tandis que les quinze membres du conseil législatif nomment ceux du conseil exécutif. La proposition d'amendement introduit un Chef de l'exécutif nommé par la législature et qui nommerait quatre membres au conseil, qu'il présiderait. Le référendum n'est légalement pas contraignant.

## Résultat
Les bureaux de vote sont ouverts de midi à 18 heures. Les résultats définitifs sont connus le lendemain 24 mars 2013.
| Choix                     | Votes | %     |
| ------------------------- | ----- | ----- |
| Pour                      | 42    | 20,00 |
| Contre                    | 168   | 80,00 |
|                           |       |       |
| Votes valides             | 210   | 100   |
| Votes blancs et invalides | 0     | 0     |
| Total                     | 210   | 100   |
| Abstention                | 1 067 | 90,38 |
| Inscrits/Participation    | 1 277 | 9,62  |